# مركز علوم مواد النانو
مركز علوم مواد النانو هو أول من افتتح من بين مراكز أبحاث العلوم النانوية الخمسة التي ترعاها وزارة الطاقة الأمريكية.

## الموقع
يوقع المركز في أوك ريدج بولاية تينيسي.

## نبذة
مركز علوم مواد النانو هو منشأة بحثية تعاونية لمستخدمي علم النانو في مجال التوليف والتوصيف والنظرية والنمذجة والمحاكاة وتصميم مواد مقياس النانوي.

## وصلات خارجية
- الاكتساب، التقويم، والعرض العام للبيانات والنتائج المرتبطة اجتماعياً والخاصة بالمواد النانوية (DaNa)
- سلامة المواد النانوية المصمنعة: لجنة الكيماويات التابعة لمنظمة التعاون الاقتصادي والتنمية
- تقييم المخاطر الصحية للمواد النانوية ملخص أعدته غرين فاكتس الخاص باللجنة العلمية حول المخاطر الصحية الحديثة أو الناشئة للمفوضية الأوروبية European Commission SCENIHR assessment
- جمعية الحويصلة الدولية
- Textiles معمل تقنية الصغائر  في جامعة كورنيل
- مقال نشر بموقع معهد الفيزياء الإلكتروني
- المواد النانوية
- مقرر إلكتروني MSE 376-حول المواد النانوية بواسطة Mark Hersam (2006)
- المواد النانوية: نقاط كمومية، أسلاك وأنابيب نانوية عرض إلكتروني عبر شبكة الإنترنت لدكتور ساندس